# チャンピオン (曲)
「チャンピオン（King of Kings）」は、アリスの楽曲で、14枚目のシングル。1978年12月5日に東芝EMIからリリースされた。

## 解説
アリスのシングルでは唯一のオリコン1位を獲得し、最大のヒット曲となる。
曲調は、これまでの楽曲のフォークよりも、むしろロックに近い。
TBSテレビ「ザ・ベストテン」でも、当曲で最初で最後の第1位（4週連続）を獲得した。
2020年10月28日にMEG-CDで再発された。

## 収録曲
全曲作詞：谷村新司　編曲：石川鷹彦

### SIDE 1
1. チャンピオン （4：10）
  - 作曲：谷村新司
  - レコーディング時、歌詞内の「you're king of kings」と歌った声は矢沢透である。
  - ボクシングのベテランチャンピオンが若き挑戦者に敗れゆく姿を表現した曲。
  - 谷村によれば、曲のモチーフは元東洋太平洋ミドル級王者カシアス内藤。内藤を題材に『クレイになれなかった男』『一瞬の夏』を書いた作家沢木耕太郎と谷村が対談した際、当時引退からの復帰を目指していた内藤を紹介され、トレーニングを見学した。その迫力と、「優しすぎるのが弱点」という沢木による評からイメージを膨らませ、1日で書き上げたという[2]。
  - デモテープの段階ではゆったりとしたボサノバ調の曲で、ヒットすると思ったスタッフはほとんどいなかった。一気にテンポを上げてみようという話になり、アリスのコンサートに帯同していたギターの石川鷹彦の編曲でアコースティックギターの力強いイントロから入るアップテンポの曲となった[3]。
  - カシアス内藤が復帰した2か月後にリリースされ、カシアスは復帰後2連勝したが、1979年8月に東洋太平洋ミドル級王座に挑むものの2回KO負けを喫し、その年の末に現役を引退した。カシアスは2004年に咽頭がんを患っている事を公表。翌2005年の『24時間テレビ』では谷村とカシアスが対面し、闘病するカシアスを励ますため目の前で『チャンピオン』を熱唱し抱擁を交わしている[4]。
  - カラオケ機器「UGA（旧U-kara）」のカラオケ映像に、本物のプロボクシング世界王者内山高志が出演。

### SIDE 2
1. 君よ涙でふりかえれ （4：47）
  - 作曲：堀内孝雄

## カバー
- 谷村新司（時間は5分10秒）：セルフカバー
  - 素描-Dessin-（1986年6月25日）
  - Best Request（1991年11月25日）
- 嘉門タツオ（2006年4月21日） - 「チャンポン 〜チャンピオン〜」として替え歌でカバー。アルバム『笑撃王』収録。
- 桜井智樹（保志総一朗）、トモ子（藤田咲）（2009年） - アニメ 『そらのおとしもの』第11話エンディングとして（キャラクター名義）。
- はやぶさ - アルバム『歌謡カヴァーソングス2』に収録。（2019年）